# Alicia Zendejas
Alicia de la Peña, también como Alicia Zendejas o Alicia Reyes (Ciudad de México, México, 4 de octubre de 1928-Cuernavaca, México, 22 de abril de 2016) fue una escritora, crítica literaria, ensayista, poeta y gestora cultural mexicana. Cocreadora, responsable y jurado de los premios Xavier Villaurrutia y del Premio Internacional Alfonso Reyes, entre otras labores divulgativas de la cultura de su país.

## Biografía
Alicia Zendejas concluyó dos maestrías, una en Letras y otra en Artes Plásticas en la Universidad Nacional Autónoma de México (UNAM). Entre 1953 y 1967, dirigió junto a su esposo Francisco Zendejas la Galería Excélsior, un espacio cultural y galerístico dentro de las instalaciones de ese periódico. En 1955 la pareja creó el Premio Xavier Villaurrutia con la finalidad de promover la literatura hispanoamericana, con la salvedad de que la obra de dichos artistas se publicara en México.
Fue promotora y, posteriormente, secretaria de Relaciones de la Sociedad Alfonsina Internacional (SAI), en la cual se creó el Premio Internacional Alfonso Reyes, de quien fue nieta. Dicho premio se inspiró en la denegación a Alfonso Reyes del Premio Nobel, por lo que se creó este galardón para premiar y reconocer a escritores de habla hispana de muchos países, siendo Jorge Luis Borges el primer premiado en 1973. Promotora de la fundación y funcionamiento de la Capilla Alfonsina en la Ciudad de México y en Monterrey, y de la creación y conservación de los archivos de Bernardo Reyes y del propio Alfonso Reyes.
Dentro de su producción literaria, fue ensayista, crítica literaria, prologuista, investigadora y poeta. Durante varias décadas condujo las cápsulas radiofónicas "Todo lo que somos está en los libros", dedicado a la promoción de la literatura mexicana y latinoamericana, transmitido por Opus 94 del Instituto Mexicano de la Radio.

## Premios y reconocimientos
- Orden de las Artes y las Letras por el gobierno de Francia, 1977
- Miembro de la Sociedad de Literatura Mexicana